# ولاية سدح
ولاية سدح  هي إحدى الولايات التابعة لمحافظة ظفار في سلطنة عمان.
تبعد عن مدينة صلالة بحوالي 135 كيلومتراً، يتبعها إدارياً كل من نيابة حاسك والمركز الإداري في جوفا ومركز حدبين، وعدد سكان الولاية وتوابعها – 4 الآف و370 نسمة.
تتصل من الشرق ولاية شليم وجزر الحلانيات ومن الغرب بولاية مرباط، ومن الجنوب بحر العرب، ومن الشمال بكل من جبل سمحان وولاية وجزر الحلانيات أيضاً.
وتتميز بسكانها الطيبين والكرماء حيث أن يقال أن أكرم شخص في ظفار موجود في سدح واسمه محمد سهيل
وكانت سدح – كغيرها من مدن الشريط الساحلي في ظفار – محطة تجارية لتجميع وتصدير اللبان إلى الأسواق العالمية في العصور القديمة، وذلك عبر مينائها – سدح وحاسك – الذين يتميزان بموقعها الخاص الذي يشكل حماية طبيعية وملاذاً للسفن من العواصف،
ويعد حصنها معلماً أثرياً يتمتع النمط العماني التقليدي للقلاع ذات الطابع المعماري المتميز كان قديماً يشكل درعاً لحماية المدينة الصغيرة من الأخطار الخارجية.
وإلى الشرق من سدح بحوالي 7 كيلومترات، توجد مدينة «المحلة» الأثرية القديمة، كما يوجد بنيابة حاسك بقايا مدينة أثرية، بالإضافة إلى وجود ضريح النبي صالح ن هود بمنحدر جبل «نوس» شرق نيابة «حدبين».
وإلى جانب تلك المواقع القديمة، والضريح، تتمتع ولاية سدح بشواطئ وخلجان ورؤوس بحرية، والكثير من عيون المياه مثل عين «لجئ» والتي تعد المصدر الرئيسي للمياه العذبة للمدينة، وأيضاً عين «ماء غيط». بالإضافة إلى الكهوف والمغارات المنتشرة في جبالها ووديانها.
وكان لولاية سدح حصتها المناسبة من مشروعات التنمية خلال سنوات النهضة المباركة، حيث يوجد مستشفى يتسع لعشرين سريراً، ومزوداً بالأجهزة الطبية الحديثة، من أشعة ومختبرات وغيرها، بما يلبي احتياجات المواطنين هناك، وكذلك يوجد طاقم طوارئ وفني متخصص.
ويوجد ثلاث مراكز صحية في كل من حاسك – صوب – وحدبين، وجميعها مزودة بالأدوية والأجهزة الطبية اللازمة والمختصين.
وفي ولاية سدح 9 مدارس لجميع المراحل التعليمية المختلفة، وثلاث مراكز إدارية، كما يوجد فروع للأجهزة الحكومية مثل الكهرباء والمياه والهاتف، ومركز للشرطة، بالإضافة إلى عيادة بيطرية وورشة بحرية ومصنع للثلج.
وتضم ولاية سدح عدداً من الحرف والصناعات والفنون التقليدية تأتي في مقدمتها استخراج اللبان وجمعه، والصيد البحري، ونظراً لمردودها الاقتصادي الجيد تأتي حرفة الغوص لاستخراج الرخويات وخاصة «الصفيلح». ومن الصناعات التي يمارسها أبناء الولاية: صناعة الأقفاص البحرية – شباك الصيد – دبغ الجلود – استخراج الجبس – صناعة السعفيات والأواني الفخارية والحياكة والتطريز. ومن فنونها: الهبوت – البرعة – الدانادون – النانا – التغرود – النعي – الرقصات البحرية والدبرارت.
وتفتقر سدح إلى الأراضي الصالحة للزراعة، وذلك بحكم تركيبتها الجيولوجية المائلة إلى الانحدارات الحادة والارتفاعات الشاهقة.